# Berga (Högsby)
Berga is een plaats in de gemeente Högsby in het landschap Småland en de provincie Kalmar län in Zweden. De plaats heeft 785 inwoners (2005) en een oppervlakte van 155 hectare.

## Verkeer en vervoer
Bij de plaats lopen de Riksväg 34 en Riksväg 37.
De plaats is ontstaan aan een knooppunt van spoorwegen, waar de spoorlijn Berga - Oskarshamn (van Oskarshamn naar Nässjö) en de spoorlijn Kalmar - Linköping (van Kalmar naar Hultsfred en Linköping) elkaar kruisten. Ondanks de afbraak van de lijn naar Nässjö en het niet meer voor personenvervoer in gebruik zijn van de lijn naar Oskarshamn, is het station nog steeds in gebruik. Niet alleen om de reizigers naar Oskarshamn over te laten stappen in de bus, maar ook om de trein van rijrichting te laten veranderen.

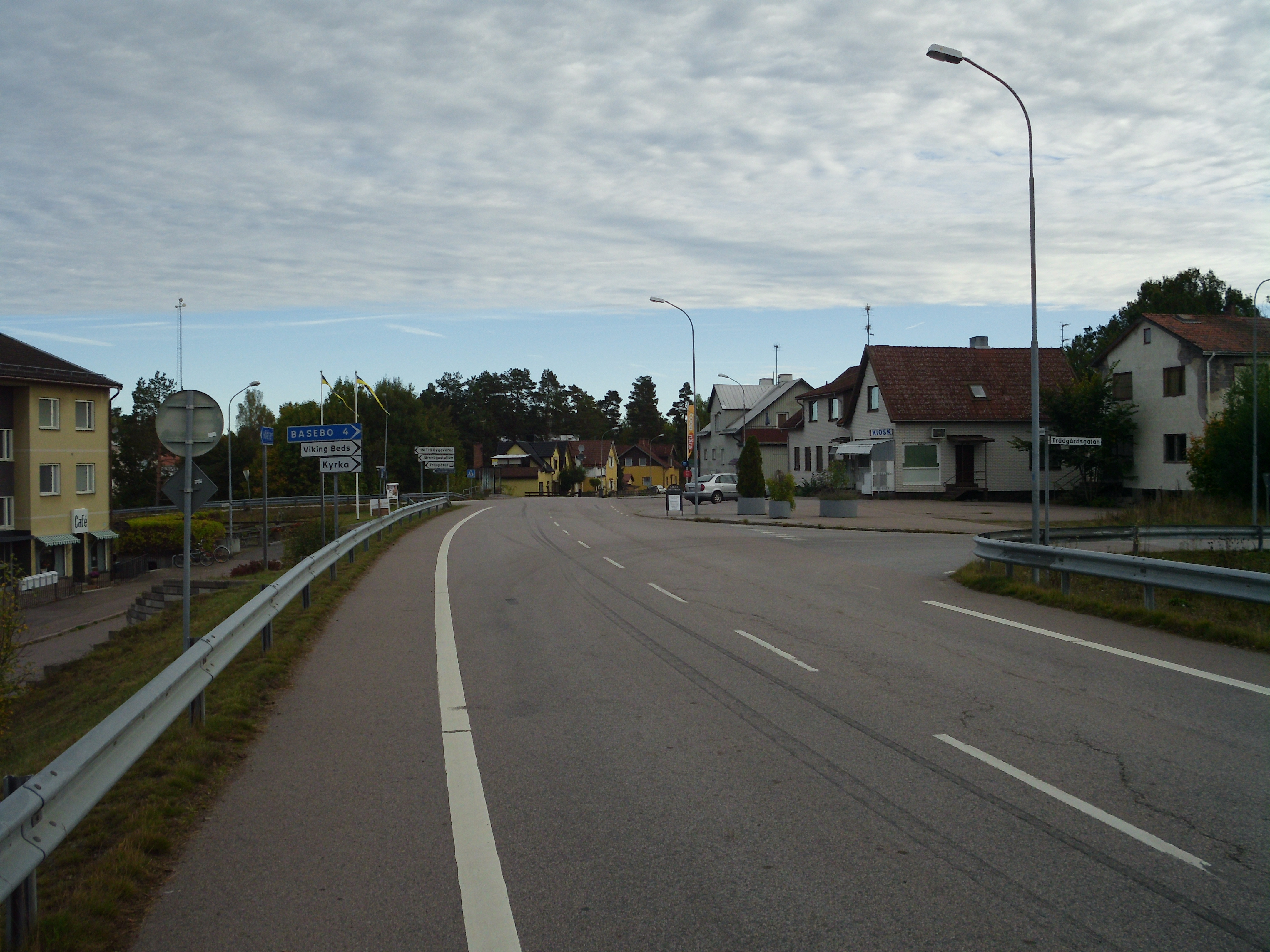
Centrum
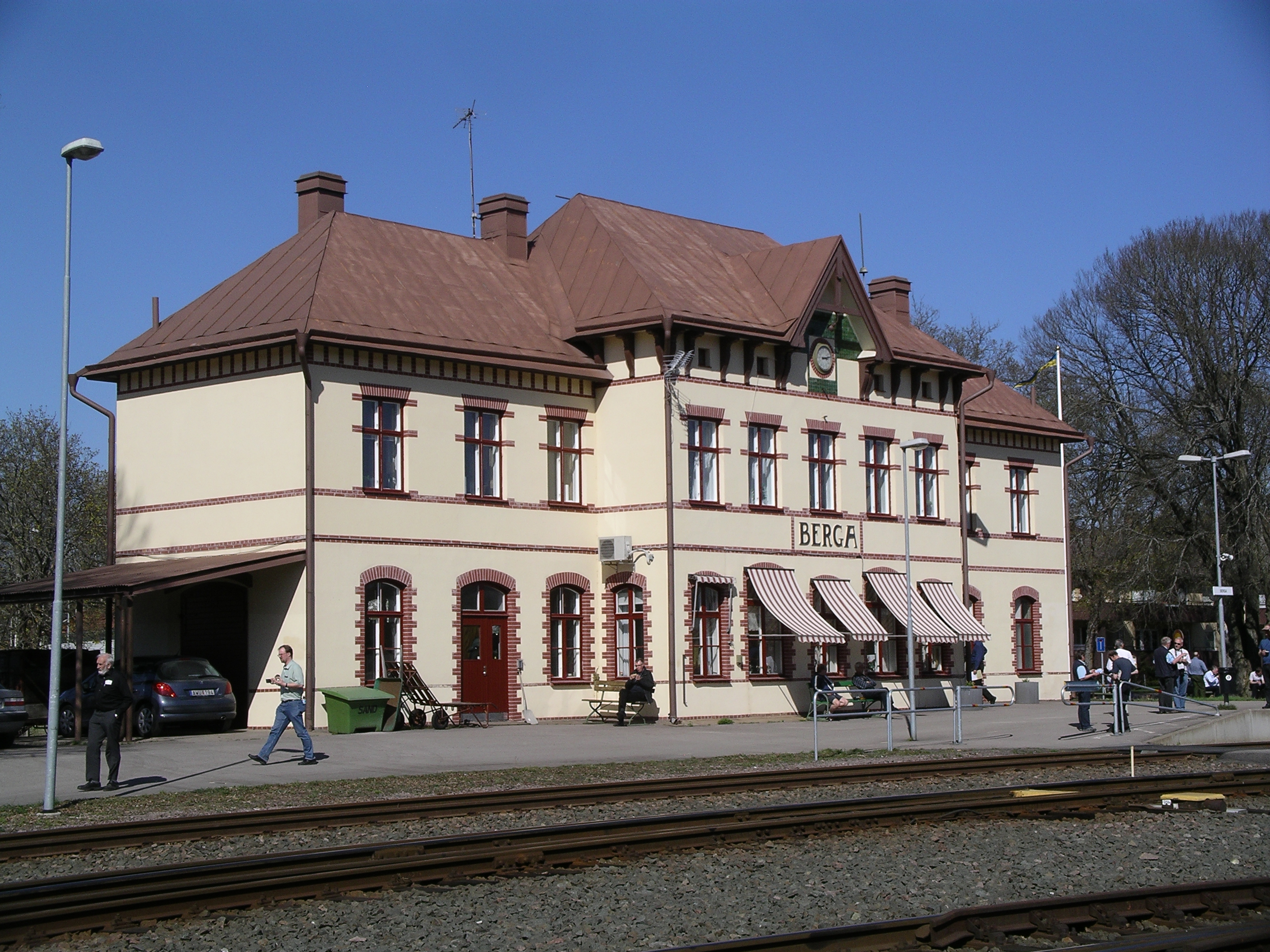
Station